# 小林市立南小学校
小林市立南小学校（こばやししりつ みなみしょうがっこう）は、宮崎県小林市細野にある公立小学校。

## 概要
歴史
1949年（昭和24年）に小林町立小林小学校から分立する形で、「小林町立第二小学校」として開校。翌1950年（昭和25年）に現校名となった。2019年（平成31年・令和元年）に創立70周年を迎えた。
校歌
1954年（昭和29年）に制定。作詞は黒木清次、作曲は海老原直による。歌詞は3番まであり、各番に校名の「南校」が登場する。
校区
「後川内区、南島田区、新生町区、永田町区、本町区、通町区、南西一の東区(東上孝の子を除く)」。中学校区は小林市立小林中学校。

## 沿革
- 1949年（昭和24年）3月 - 小林町立小林小学校を第一から第四までの4校に分離[2]。
  - 「小林町立第一小学校」
  - 「小林町立第二小学校」- 旧・宮崎県立小林高等女学校[3]跡地（現・小林市立南小学校校地）
  - 「小林町立第三小学校」- 緑ヶ丘（現・小林市立小林中学校校地）
  - 「小林町立第四小学校」- 現・宮崎県小林総合庁舎
- 1950年（昭和25年）
  - 4月1日 - 小林市の発足（小林町の市制施行）により、「小林市立第二小学校」に改称。
  - 8月6日 -「小林市立南小学校」（現校名）に改称。
- 1954年（昭和29年）4月1日 - 校歌を制定。
- 1856年（昭和31年）8月 - プールが完成。
- 1958年（昭和33年）5月 - D型給食が開始。
- 1961年（昭和36年）5月 - 校旗を制定。
- 1962年（昭和37年）4月 - 特殊学級を設置。北側普通教室が完成。
- 1964年（昭和39年）3月 - 管理棟が完成。
- 1965年（昭和40年）3月 - 南側普通教室が完成。
- 1966年（昭和41年）
  - 1月 - 中側普通教室が完成。
  - 7月 - 特別教室が完成。
- 1971年（昭和46年）2月 - 体育館が完成。
- 1990年（平成2年）12月 - 学校の花をシロハギに、学校の木をプラタナスに決定。
- 1992年（平成4年）1月 - 補助プールが完成。
- 1993年（平成5年）
  - 5月 - 第1回バイキング給食を実施。
  - 8月 - コンピュータ室が完成。
- 2000年（平成12年）4月1日 - 特殊学級（情緒障害）を設置。
- 2011年（平成23年）1月1日 - 特別支援学級（知的）を設置。
- 2013年（平成25年）8月 - 第1回南小防災フェスタを開催。
- 2015年（平成27年）3月 - 北校舎が完成。
- 2016年（平成28年）
  - 3月 - 中校舎が完成。
  - 6月 - 南校舎が完成。
- 2017年（平成29年）2月 - 校舎改築完成落成記念式典を挙行。

## アクセス
最寄りの鉄道駅
- JR九州 吉都線「小林駅」

最寄りのバス停
- 宮崎交通 「上西町」停留所

最寄りの幹線道路
- 宮崎県道・鹿児島県道1号小林えびの高原牧園線・宮崎県道53号京町小林線「南町交差点」

## 周辺
- 小林南町簡易郵便局